# Banco Central de Luxemburgo
El Banco Central de Luxemburgo (fr: Banque Centrale du Luxembourg, BCL) es el banco central del Gran Ducado de Luxemburgo. Fue fundado en 1998, a la vez que se creaba el Banco Central Europeo, por las leyes del 22 de abril y 23 de diciembre. El Banco es parte integrante del Sistema Europeo de Bancos Centrales. Era responsable de, entre otras cosas, la producción de moneda y papel moneda de curso legal de franco luxemburgués, antes de que Luxemburgo adoptara el euro en 2002.
Las oficinas centrales del Banque Centrale du Luxembourg esta localizadas en el Boulevard Royal, en la capital del Ducado.